# Moses Isegawa
Moses Isegawa, pseudonyme de Sey Wava, né le 10 août 1963 à Kampala (Ouganda), est un auteur ougandais naturalisé néerlandais.
Il grandit à Kikunganya chez son grand-père Yosef Muwanha (1908-1999, chef d'un clan) avant de déménager avec ses parents à Masaka à 70 km de Kampala. Il est étudiant interne dans un séminaire catholique, où le prêtre Emmanuel Kasajja le stimule à écrire (ce prêtre sera modèle pour le prêtre dans Chroniques abyssiniennes). Il est pendant quatre ans professeur d'histoire dans un lycée ougandais. En 1990, il s'exile aux Pays-Bas, où il s'installe à Beverwijk. Isegawa apprend le néerlandais et obtient un diplôme de comptable. Isegawa obtient en 1995 la nationalité néerlandaise. Trois ans plus tard, il publie son premier roman, Abyssinian chronicles, écrit en néerlandais, traduit dans une quinzaine de langues.
Il retourne en 2005 en Ouganda. Il écrit depuis en anglais et supervise les traductions en néerlandais.
Isegawa appartient selon plusieurs spécialistes, avec Hafid Bouazza, Abdelkader Benali et Kader Abdolah, aux meilleurs écrivains de la littérature d'immigrants aux Pays-Bas.

## Romans
- 1998 : Abyssinnian chronicles (Chroniques abyssiniennes), roman ougandais.
- 1999 : Snakepit (traduction : La fosse aux serpents), roman ougandais
- 2004 : Voorbedachte Daden, roman sur les réfugiés aux Pays-Bas
- 2007 : The war of the ears, roman ougandais sur les enfants soldats